# Distretto di Shanyang
Il distretto di Shanyang (山阳区S, Shānyáng QūP) è un distretto della Cina, situato nella provincia di Henan e amministrato dalla prefettura di Jiaozuo.